# Renata Falzoni
Renata Falzoni, (São Paulo, 2 de setembro de 1953) é  uma jornalista, arquiteta, ativista e política brasileira. É uma das pioneiras do cicloativismo, consistindo na valorização do uso da bicicleta no Brasil. Foi uma das fundadoras do Night Biker's Club do Brasil, em 1989. 
Como jornalista, ficou conhecida por ser repórter fotográfica e pelo uso da videorreportagem. Por 12 anos apresentou o programa Aventuras com Renata Falzoni, nos canais da ESPN no Brasil.
Filiada ao Partido Socialista Brasileiro, foi eleita vereadora por São Paulo, com 30 206 votos, na eleição de outubro de 2024. Sua posse acontecerá em janeiro de 2025.

## Formação
É formada em Arquitetura e Urbanismo pela Universidade Presbiteriana Mackenzie no ano de 1977. Ingressou no fotojornalismo em 1979 e durante os anos 1980 Renata trabalhou como repórter fotográfica em diversos veículos de comunicação brasileiros, entre eles Folha de S.Paulo, Revista Isto É, Revista Playboy, Revista Placar, Revista Nova, Revista SuperHiper ente outros. No final da década de 80 tornou-se videorrepórter e foi uma das pioneiras da linguagem no Brasil, tendo se especializado na cobertura de eventos de aventura.

## Carreira
Entrou para a ESPN Brasil em 1995 como consultora e videorrepórter, onde produziu e apresentou o programa Aventuras com Renata Falzoni, que foi ao ar por 12 anos nos canais de tv a cabo ESPN, ESPN Brasil e ESPN HD. Em 10 de fevereiro de 2011, o seu programa foi a primeira atração nacional transmitida em alta definição na ESPN HD. Renata desligou-se dos canais ESPN em 2013 e desde então é publisher do portal Bike é Legal, voltado para a defesa da mobilidade sustentável sobretudo em bicicleta. Entre junho de 2014 e setembro de 2016, Renata contribuiu como videorrepórter especial do Jornal da Gazeta, da TV Gazeta.
Renata também foi uma das pioneiras na cobertura jornalística em bicicleta. Em 2000, foi convidada por Arturo Alcorta para ser bikerrepórter na Rádio Eldorado. A iniciativa durou até novembro de 2001 e foi retomada em abril de 2008 e seguiu até o ano de 2012.
Atualmente Renata dirige o Bike é Legal, um portal na internet focado na mobilidade sustentável e o ciclismo como transporte, esporte e lazer.
Nas eleições municipais de 6 de outubro de 2024, Renata foi eleita vereadora para a Câmara Municipal de São Paulo, pelo PSB, recebendo 30206 votos.

## Cicloativismo

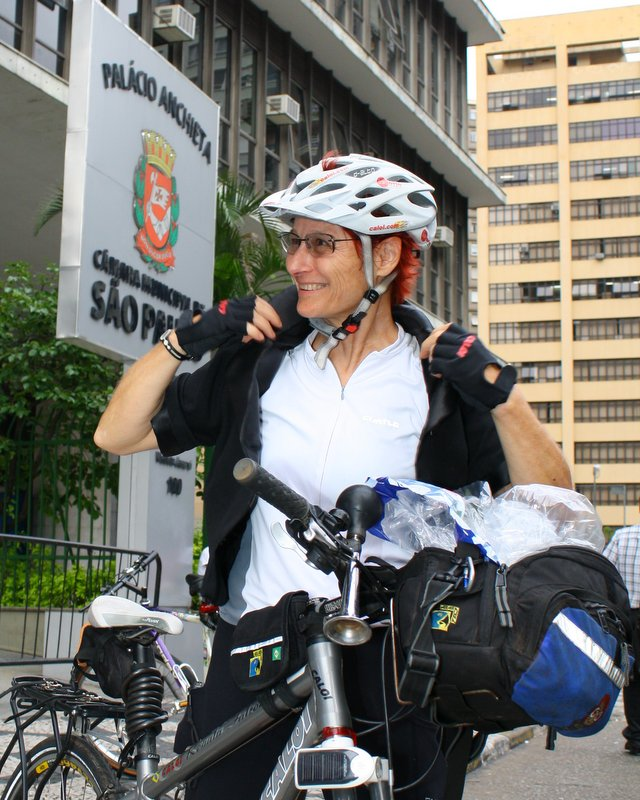
Renata Falzoni ficou conhecida por sua atuação como cicloativista

Além de atuar como fotojornalista e videorrepórter, Renata também se notabilizou pela defesa da bicicleta. Em 1996 candidatou-se ao cargo de vereadora pela cidade de São Paulo, tendo obtido 8.793 votos, número insuficiente para sua eleição.
No ano de 1998, após a promulgação do novo Código de Trânsito Brasileiro pedalou durante 17 dias de Paraty até Brasília. A iniciativa fez para da campanha "Bicicleta Brasil, Pedalar é um Direito" que visava dar notoriedade ao fato que a bicicleta finalmente havia sido reconhecida como veículo pela lei de trânsito brasileira.  Renata foi diretora de comunicação do Instituto Pedala Brasil até a extinção da entidade em 2015.
Em 2020, Renata mais uma vez candidatou-se a vereadora pela cidade de São Paulo e embora tenha obtido 26.078 votos pelo PV, o Partido Verde, não foi eleita devido ao quociente eleitoral. Sua votação foi maior que a de 24 vereadores eleitos naquele pleito.
Foi novamente candidata em 2022, buscando vaga como deputada estadual na Alesp pelo PSB. Obteve 46.908 votos, resultado suficiente apenas para a suplência.

## Homenagens
No dia 7 de dezembro de 2010, foi homenageada com a Medalha de Anchieta e um Diploma de Gratidão na Câmara Municipal de São Paulo. Um reconhecimento pelos mais de 30 anos de luta em prol da bicicleta, entregue pelo destacado político defensor da bicicleta como meio de transporte, Chico Macena.
Em agosto de 2010 foi homenageada, juntamente com outras personalidades do esporte, durante o festival esportivo ao ar livre Shimano Fest.
Durante as comemorações que antecederam os Jogos Pan-Americanos do Rio de Janeiro em 2007, Renata pedalou carregando a tocha Olímpica pela cidade de Campinas.
Em 24 de julho de 2016, Renata mais uma vez pedalou carregando a Tocha Olímpica, dessa vez a da Rio 2016.
Em 2023 recebeu o prêmio Parque da Mobilidade Urbana, na categoria "Mulheres que Inspiram na Mobilidade Urbana", projeto realizado pela Plataforma Connected Smart Cities, da consultoria Urucuia e do Mobilidade Estadão, que reconhece iniciativas e pessoas que promovem resultados positivos ao ecossistema de mobilidade do País.